# New Traditionalists
New Traditionalists è il quarto album in studio del gruppo musicale statunitense Devo, pubblicato il 26 agosto 1981 dalla Warner Bros.

## Tracce
Lato A
1. Through Being Cool – 3:14 (Gerald V. Casale, Mark Mothersbaugh, Bob Mothersbaugh)
2. Jerkin' Back 'n' Forth – 3:05 (Mark Mothersbaugh, Gerald V. Casale)
3. Pity You – 2:47 (M. Mothersbaugh)
4. Soft Things – 3:27 (M. Mothersbaugh, G. V. Casale)
5. Going Under – 3:26 (M. Mothersbaugh, G. V. Casale)

Lato B
1. Race of Doom – 3:44 (M. Mothersbaugh, G. V. Casale)
2. Love Without Anger – 2:37 (M. Mothersbaugh, G. V. Casale)
3. The Super Thing – 4:21 (M. Mothersbaugh, G. V. Casale)
4. Beautiful World – 3:35 (M. Mothersbaugh, G. V. Casale)
5. Enough Said – 3:26 (M. Mothersbaugh, G.V. Casale, General Boy)